# Rukavac (Matulji)
Rukavac je naselje u Hrvatskoj u sastavu općine Matulja. Nalazi se u Primorsko-goranskoj županiji. U Rukavcu se nalazi crkva Svetog Luke, zaštitnika Rukavca. Župa sv. Luke evanđelista utemeljena je u doba talijanske uprave 15. siječnja 1929. godine. Tada su rukavačkoj župi pripadali i Matulji, koji postaju zasebnom župom Krista Kralja 1936. godine.

## Zemljopis
Sjeverno su Kućeli, sjeveroistočno su Mučići, Jurdani, Jušići i Spinčići, istočno su Matulji i Trinajstići, jugoistočno su Mihotići i Pobri, južno su Bregi.

## Stanovništvo
| broj stanovnika | 805   | 810   | 857   | 876   | 905   | 839   | 756   | 695   | 656   | 644   | 655   | 647   | 646   | 743   | 759   | 853   | 833   |
|                 | 1857. | 1869. | 1880. | 1890. | 1900. | 1910. | 1921. | 1931. | 1948. | 1953. | 1961. | 1971. | 1981. | 1991. | 2001. | 2011. | 2021. |